# Nora Lindahl
Nora Lindahl (Lussemburgo, 10 settembre 2004) è una velocista svedese.

## Biografia
Nata a Lussemburgo, capitale dell'omonimo Granducato, figlia di Frida, svedese e sua allenatrice e Markus Lindahl, finlandese con un passato da velocista, è cresciuta tra Svezia, Finlandia e Lussemburgo. Vive con la famiglia a Täby, a nord di Stoccolma, gareggia per l'Helsingfors IFK in Finlandia e per l'Hässelby SK in Svezia.

## Progressione

### 100 metri piani
| Stagione | Misura | Luogo        | Data      | Rank. Mond. |
| -------- | ------ | ------------ | --------- | ----------- |
| 2024     | 11"51  | Sollentuna   | 17-8-2024 |             |
| 2023     | 11"69  | Diekirch     | 13-5-2023 |             |
| 2022     | 11"70  | Uppsala      | 21-6-2022 |             |
| 2021     | 12"11  | Norrköping   | 13-8-2021 |             |
| 2020     | 12"19  | Kristianstad | 12-7-2020 |             |
| 2019     | 12"74  | Raasepori    | 7-7-2019  |             |
| 2018     | 12"71  | Pietarsaari  | 8-7-2018  |             |

### 200 metri piani
| Stagione | Misura   | Luogo       | Data      | Rank. Mond. |
| -------- | -------- | ----------- | --------- | ----------- |
| 2024     | 22"88    | Helsinki    | 31-8-2024 |             |
| 2023     | 23"26    | Gerusalemme | 9-8-2023  |             |
| 2022     | 23"74    | Cali        | 4-8-2022  |             |
| 2021     | 24"53    | Gävle       | 12-9-2021 |             |
| 2020     | 24"88    | Trollbäcken | 27-6-2020 |             |
| 2019     | 25"23(i) | Växjö       | 20-1-2019 |             |
| 2018     | 26"23    | Huddinge    | 16-8-2018 |             |

## Palmarès
| Anno                           | Manifestazione | Sede        | Evento      | Risultato   | Prestazione | Note                          |
| ------------------------------ | -------------- | ----------- | ----------- | ----------- | ----------- | ----------------------------- |
| In rappresentanza della Svezia |                |             |             |             |             |                               |
| 2022                           | Mondiali U20   | Cali        | 100 m piani | Batteria    | 11"77       |                               |
| 2022                           | Mondiali U20   | Cali        | 200 m piani | Semifinale  | 23"74       |                               |
| 2023                           | Europei U20    | Gerusalemme | 200 m piani | Oro         | 4'17"08     |                               |
| 2024                           | Europei        | Roma        | 200 m piani | Semifinale  | 22"89       | Miglior prestazione personale |
| 2024                           | Olimpiade      | Parigi      | 200 m piani | Ripescaggio | 23"51       | [ 2 ] [ 3 ]                   |
| 2025                           | Europei U23    | Bergen      | 200 m piani | Bronzo      | 22"92       |                               |

## Campionati nazionali
2023
- Argento ai campionati svedesi indoor (Malmö), 200 m piani - 23"84
- Argento ai campionati svedesi (Söderhamn), 200 m piani - 23"86

2024
- Argento ai campionati svedesi indoor (Karlstad), 200 m piani - 23"76
- Argento ai campionati svedesi (Uddevalla), 200 m piani - 23"17